# Karl Schnaase

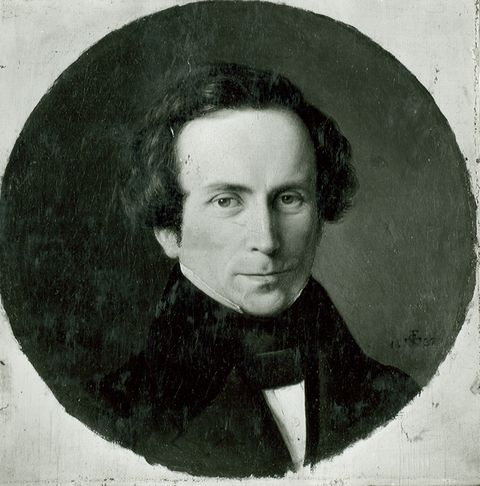
Karl Schnaase.

Karl Schnaase, född 7 september 1798 i Danzig, död 20 maj 1875 i Wiesbaden, var en tysk konsthistoriker och jurist.
Schnaase studerade juridik i Heidelberg, där han var en av Hegels lärjungar. Han blev 1826 assessor i Königsberg, därefter prokurator i Düsseldorf och var från 1848 till 1857 råd i högsta domstolen i Berlin. Med hjälp av sin historisk blick och filosofisk uppfattning, blev Schnaase en av dem, som grundlade det vetenskapliga konststudiet i Tyskland. Utom sitt huvudverk, Geschichte der bildenden Künste (1843-64, 8 band), utgav han Niederländische Briefe (1834) och åtskilliga smärre skrifter.